# Calozenillia picta
Calozenillia picta là một loài ruồi trong họ Tachinidae.